# LMFA 2023
La LMFA 2023 è la 10ª edizione del campionato di football a 9, organizzato dalla FMFA.

## Squadre partecipanti
| Club                | Città              | Stadio | Sponsor ufficiale | Risultato nella stagione 2022 |
| ------------------- | ------------------ | ------ | ----------------- | ----------------------------- |
| Alcorcón Smilodons  | Alcorcón           |        |                   |                               |
| Madrid Capitals     | Madrid             |        |                   |                               |
| Boadilla Vikings    | Boadilla del Monte |        |                   |                               |
| Tres Cantos Jabatos | Tres Cantos        |        |                   |                               |

## Stagione regolare

### Calendario

#### 1ª giornata
| Alcorcón 21 gennaio 2023 | Alcorcón Smilodons | – | Boadilla Vikings |  |

| Tres Cantos 21 gennaio 2023 | Tres Cantos Jabatos | – | Madrid Capitals |  |

#### 2ª giornata
| Boadilla del Monte 4 febbraio 2023 | Boadilla Vikings | – | Madrid Capitals |  |

| Alcorcón 4 febbraio 2023 | Alcorcón Smilodons | – | Tres Cantos Jabatos |  |

#### 3ª giornata
| Vallecas 4 marzo 2023 | Madrid Capitals | – | Alcorcón Smilodons |  |

| Tres Cantos 4 marzo 2023, ore 16:00 | Tres Cantos Jabatos | – | Boadilla Vikings |  |

#### 4ª giornata
| Boadilla del Monte 18 marzo 2023 | Boadilla Vikings | – | Alcorcón Smilodons |  |

| Vallecas 18 marzo 2023 | Madrid Capitals | – | Tres Cantos Jabatos |  |

#### 5ª giornata
| Vallecas 15 aprile 2023 | Madrid Capitals | – | Boadilla Vikings |  |

| Tres Cantos 15 aprile 2023 | Tres Cantos Jabatos | – | Alcorcón Smilodons |  |

#### 6ª giornata
| Boadilla del Monte 6 maggio 2023 | Boadilla Vikings | – | Tres Cantos Jabatos |  |

| Alcorcón 6 maggio 2023 | Alcorcón Smilodons | – | Madrid Capitals |  |

### Classifica
La classifica della regular season è la seguente:
- PCT = percentuale di vittorie, G = partite giocate, V = partite vinte,  P = partite perse, PF = punti fatti, PS = punti subiti

| Pos. | Squadra             | PCT   | G | V | N | P | PF  | PS |
| ---- | ------------------- | ----- | - | - | - | - | --- | -- |
| 1    | Madrid Capitals     | 1.000 | 4 | 4 | 0 | 0 | 112 | 19 |
| 2    | Alcorcón Smilodons  | .500  | 2 | 1 | 0 | 1 | 33  | 45 |
| 3    | Boadilla Vikings    | .250  | 4 | 1 | 0 | 3 | 46  | 99 |
| 4    | Tres Cantos Jabatos | .000  | 2 | 0 | 0 | 2 | 19  | 47 |

## X Final de la LMFA
| 2023 | TBD | – | TBD |  |

## Verdetti
- TBD Campioni della LMFA